# ملاءة

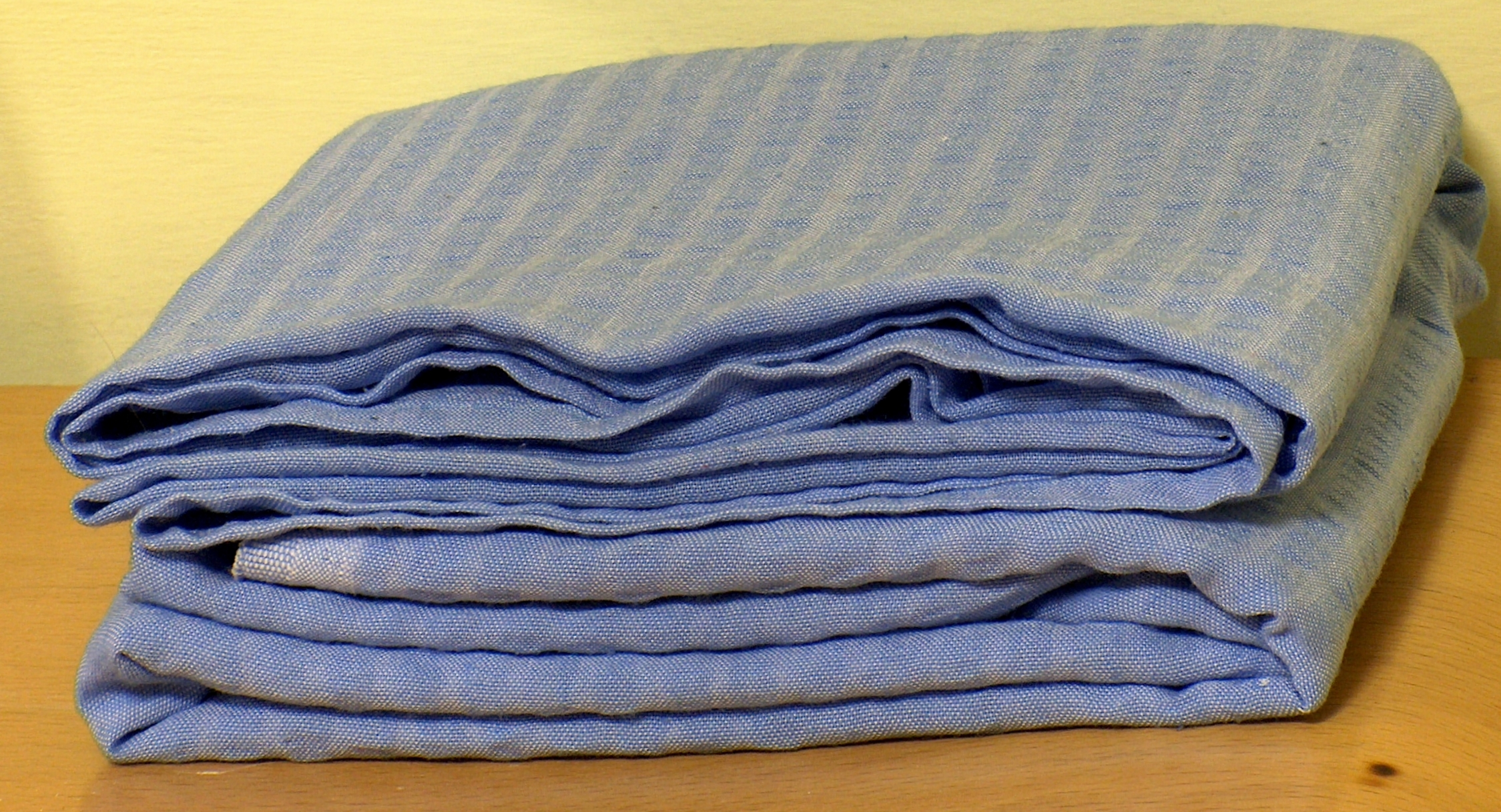
ملاءة زرقاء.

المُلَاءَة غطاء رقيق من القماش، يفرش على السرير، لها شكل المستطيل، وهي إما منسوجة من القطن أو الكتان تستخدم على وجه الخصوص لتغطية مرتبة السرير.